# Apostoli (Raffaello)
La serie dei dodici Apostoli  era un ciclo di affreschi a monocromo di Raffaello e aiuti, databile al 1517 e già conservata nel Palazzo Apostolico di Città del Vaticano. Distrutti sotto Paolo IV, sono noti nell'aspetto grazie a una serie di incisioni di Marcantonio Raimondi.

## Storia e descrizione
Vasari, nella Vita di Giovanni da Udine citò una sala in Vaticano, usata dai cubicolari papali, in cui Raffaello con la sua bottega aveva affrescato  "in certi tabernacoli alcuni apostoli di chiaroscuro grandi quanto il vivo e bellissimi", specificando poi come Paolo IV fece distruggere l'ambiente "per fare certi suoi stanzini e bugigattoli da ritirarsi", distruggendo quindi l'"opera singolare". Inoltre nella vita di Taddeo Zuccari lo storico aretino spiega come tali apostoli vennero rifatti da quest'ultimo.
La serie originale venne incisa da Marcantonio Raimondi, permettendo di farsi un'idea dell'aspetto degli apostoli. Si trattava di figure isolate e monumentali, con i propri attributi specifici e colte in atteggiamenti seri e solenni, con una notevole varietà di pose. Da questi elementi si è avvicinata la serie a quella degli arazzi di Raffaello, stabilendo una datazione probabile al 1517 circa.

## Altre immagini

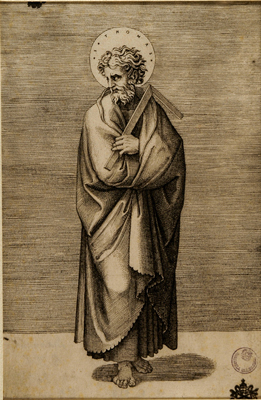
San Tommaso
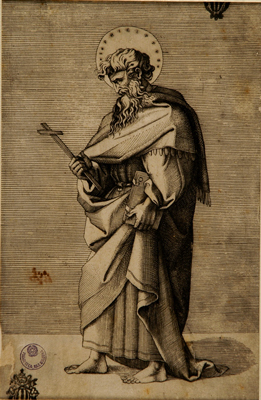
San Giacomo maggiore
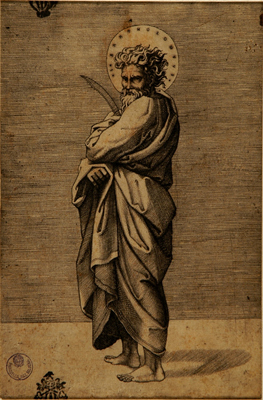
San Bartolomeo
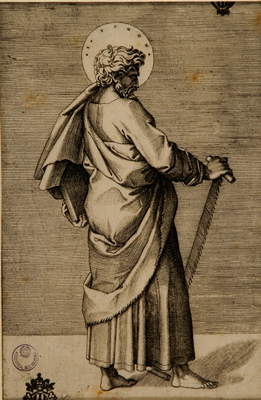
San Simone
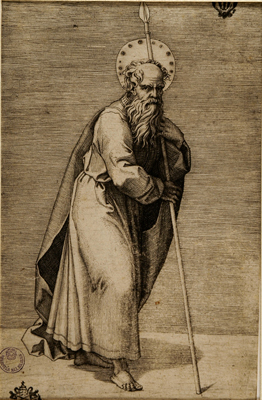
San Giuda Taddeo
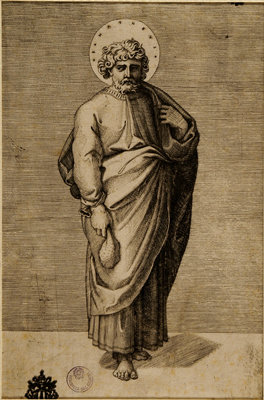
Giuda Iscariota
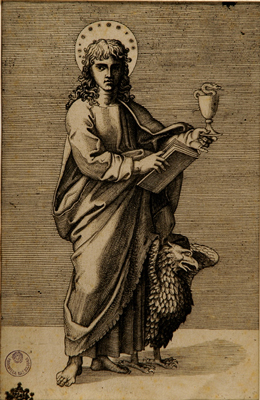
San Giovanni evangelista
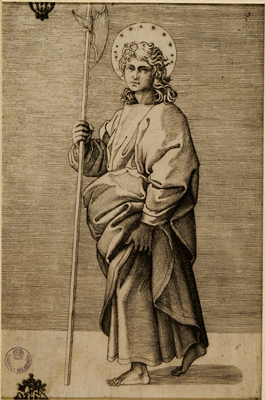
San Matteo